# Diocesi di Lamezia Terme
La diocesi di Lamezia Terme (in latino Dioecesis Neocastrensis) è una sede della Chiesa cattolica in Italia suffraganea dell'arcidiocesi di Catanzaro-Squillace appartenente alla regione ecclesiastica Calabria. Nel 2023 contava 128.200 battezzati su 133.100 abitanti. È retta dal vescovo Serafino Parisi.

## Territorio
La diocesi comprende 25 comuni in provincia di Catanzaro: Amato, Conflenti, Cortale, Curinga, Decollatura, Falerna, Feroleto Antico, Gizzeria, Jacurso, Lamezia Terme, Maida, Marcellinara, Martirano, Martirano Lombardo, Miglierina, Motta Santa Lucia, Nocera Terinese, Pianopoli, Platania, San Mango d'Aquino, San Pietro a Maida, San Pietro Apostolo, Serrastretta, Soveria Mannelli, Tiriolo.
Sede vescovile è la città di Lamezia Terme, dove si trova la cattedrale dei Santi Pietro e Paolo. In diocesi sorgono anche l'ex cattedrale della diocesi di Martirano, nell'omonimo paese, dedicata a Santa Maria Assunta, e la basilica santuario di Maria Santissima della Quercia di Visora a Conflenti.
Il territorio si estende per 830 km² ed è suddiviso in 63 parrocchie, raggruppate in 8 vicariati: Santi Pietro e Paolo, San Giovanni Calabria, San Pancrazio, Pianopoli, Maida, Nocera Terinese, Soveria Mannelli e Tiriolo.

## Storia
Non è facile ricostruire la storia della dioecesis Neocastrensis (diocesi di Nicastro) prima del XVII secolo, soprattutto perché l'archivio diocesano fu completamente distrutto, assieme alla cattedrale, in occasione del terremoto del 1638, ed incerta è pure l'origine della diocesi.
Benché i primi vescovi, documentati storicamente, risalgano solo alla seconda metà dell'XI secolo, la diocesi sembra essere più antica. Infatti è attestata per la prima volta nella Notitia Episcopatuum del patriarcato di Costantinopoli attribuita all'imperatore Leone VI e databile all'inizio X secolo. L'assenza di Nicastro nelle Notitiae precedenti e l'ultimo posto occupato, nella Notitia di Leone VI, fra le suffraganee dell'arcidiocesi di Reggio sono indizi di una sua recente istituzione; lo storico Francesco Russo infatti ne fa risalire l'origine alla fine del IX secolo.
Lo stesso Russo ipotizza che Nicastro, diocesi di rito greco fondata dai Bizantini, sia erede di un'antica diocesi di rito latino, la Turritana ecclesia menzionata nell'epistolario di papa Gregorio Magno, ed identificabile con la statio ad Turres, localizzata tra Nicastro e Maida, esistente prima della fondazione di Nicastro e distrutta prima del IX secolo. L'identificazione della Turritana ecclesia gregoriana con la località ad Turres del territorio lametino è invece esclusa da altri autori, tra cui Capialbi, Minasi e Taccone-Gallucci. A sostegno della sua tesi, Russo elenca una serie di vescovi turritani del VI e VII secolo, i medesimi però che tradizionalmente vengono attribuiti alla diocesi di Thurio. Louis Duchesne invece sostiene l'ipotesi che sul territorio delle diocesi di Nicastro e Amantea esisteva la diocesi di Tempsa, anch'essa menzionata ai tempi di Gregorio Magno, i cui vescovi fuggirono in seguito alle incursioni longobarde o Arabe; quando il territorio venne riconquistato dai Bizantini, furono costituite le due suddette diocesi, che risulterebbero dunque eredi dell'antica Tempsa.
Secondo la Chronica Trium Tabernarum, sulla cui attendibilità storica tuttavia sussistono molti dubbi, primo vescovo noto di Nicastro, ed anche l'ultimo di rito greco, sarebbe stato Andrea, alla cui morte successe Riccardo, primo vescovo di rito latino, imposto dai Normanni. Questi primi due vescovi risalirebbero alla seconda metà dell'XI secolo, e precederebbero Enrico, vescovo sulla cui storicità non esistono dubbi, documentato in diversi diplomi dal 1094 al 1123. Proprio all'epoca del vescovo Enrico, Amburga d'Altavilla, figlia di Drogone e sorella di Riccardo di Salerno, rifabbricò l'antica cattedrale di Nicastro, dedicata ai santi Pietro e Paolo. Una nuova ricostruzione della cattedrale avverrà, ad opera del vescovo Giovan Tommaso Perrone, dopo il terremoto del 1638.
Già durante la dominazione bizantina, nel territorio lametino esistevano diversi monasteri basiliani di rito greco, tra cui quelli di San Costantino, dei Santi Quaranta Martiri e di Sant'Eufemia, attestati da un catalogo bizantino della prima metà dell'XI secolo. Dopo l'arrivo dei Normanni alcuni di questi monasteri adottarono il rito latino diventando di pertinenza dei benedettini; tra questi il monastero di San'Eufemia, che fu rifondato dall'abate benedettino Robert de Grantmesnil (1062), diventando il vero polo di latinizzazione del territorio. Altra importante abbazia prima basiliana e poi benedettina fu quella di Santa Maria del Carrà. Durante la dominazione sveva, nel territorio diocesano si installarono i francescani e i domenicani; i primi fondarono un monastero a Nicastro nella prima metà del XIII secolo; con gli Svevi iniziò anche il declino, lento ma inesorabile, dei monasteri basiliani.
Con la fine del potere degli Svevi, la diocesi conobbe un periodo di instabilità e di tensioni. Infatti, come riflesso della lotta fra papato e impero o fra potere civile o religioso, nel 1278 il vescovo Roberto fu deposto da Niccolò III perché ritenuto simoniaco, mentre il suo successore Tancredi fu scomunicato nel 1285 da Onorio IV per avere incoronato re di Sicilia Giacomo II d'Aragona e poi deposto nel 1290, continuando tuttavia a mantenere la sua sede fino alla morte.
Nel Cinquecento la diocesi ebbe il privilegio di essere governata da due futuri pontefici: Marcello Cervini (1539-1540), divenuto papa Marcello II; e Giovanni Antonio Facchinetti (1560-1575), eletto papa col nome di Innocenzo IX. Quest'ultimo fu uno dei protagonisti al concilio di Trento e, ritornato in diocesi, fondò il seminario vescovile, istituì diverse confraternite laicali e chiamò in diocesi i conventuali, i carmelitani e gli agostiniani. La chiesa di Santa Maria Cattolica a Maida è riportata come cattedrale almeno dal 1565.
Tra Cinquecento e Seicento, la diocesi fu coinvolta in un'aspra e annosa lotta contro il potere civile per la tutela e la salvaguardia dei beni della mensa vescovile e dei privilegi acquisiti.  Il terremoto del 1638, che, oltre alle migliaia di vittime, distrusse quasi completamente il patrimonio edilizio della diocesi, le numerose abbazie, le residenze dei vescovi e dei baroni, pose drasticamente fine alla disputa. La ricostruzione fu lunga e impegnò le energie di tutti; il giovane vescovo Giovan Tommaso Perrone (1639-1677) pagò a sue spese la ricostruzione della cattedrale e concesse i vasti terreni della mensa episcopale per accogliere gli sfollati.
In applicazione del concordato tra il Regno delle Due Sicilie e la Santa Sede, con la bolla De utiliori del 27 giugno 1818, alla diocesi di Nicastro venne annesso il territorio della soppressa diocesi di Martirano. Prima dell'annessione di Martirano, la diocesi di Nicastro comprendeva i seguenti comuni: Nicastro, Sambiase, Gizzeria (con il villaggio di Sant'Eufemia), Platania, Maida, San Pietro a Maida, Curinga, Cortale, Jacurso, Tiriolo, Marcellinara, Miglierina, Amato, Feroleto Antico, Feroleto Piano (dal 1872 Pianopoli), Serrastretta, San Pietro Apostolo e la frazione di Montesoro.
Nel XIX secolo il clero nicastrese partecipò attivamente alla vita politica. Già durante il periodo napoleonico, il clero aveva aderito in massa alla rivoluzione napoletana del 1799. Nel 1821, dopo l'emanazione della bolla Ecclesiam a Jesu con la quale papa Pio VII condannava la Carboneria, ben cinquanta sacerdoti della Diocesi di Nicastro (su un totale di 316) dichiararono la loro iscrizione alla Carboneria. Furono tutti "assoluti" Numerosi religiosi parteciparono attivamente ai moti risorgimentali; si ricordano, fra i tanti, Ferdinando Bianchi, Raffaele Piccoli e Pietro Ardito. Il vescovo Barberi fu uno dei pochi presuli a non essere mandati al confino dal governo italiano, dopo l'annessione del 1860. La maggior parte del clero partecipò al plebiscito d'annessione e, nonostante il non expedit, prese parte alle varie elezioni politiche, che si tennero dal 1860 in poi.
I vescovi dell'Ottocento si impegnarono soprattutto nella rifondazione e nella rivalutazione del seminario diocesano, a cui il vescovo Giovanni Regine, nel 1907, dedicò una speciale lettera pastorale; lo stesso prelato collaborò attivamente alla fondazione del seminario regionale di Catanzaro (1910-1912).
Nella seconda metà del Novecento sono intervenute alcune modifiche territoriali, per adattare, secondo il criterio della provincialità civile, i territori delle diocesi con quelli delle province:
- il 16 dicembre 1963 Nicastro ha acquisito dalla diocesi di Tropea i comuni di Falerna, Nocera Terinese e San Mango d'Aquino;[22]
- il 21 novembre 1973 ha ceduto all'arcidiocesi di Cosenza i comuni di Scigliano, Pedivigliano, Colosimi, Bianchi e Panettieri, che un tempo facevano parte della diocesi di Martirano;[23]
- il 18 novembre 1989 la parrocchia di Castagna, dove sono presenti i resti dell'abbazia di Corazzo, compresa dal 1869 nel territorio comunale di Carlopoli, è passata all'arcidiocesi di Catanzaro-Squillace; e il territorio di Montesoro, frazione del comune di Filadelfia, è passato alla diocesi di Mileto-Nicotera-Tropea.[24]

Nel 1968 il vescovo Renato Luisi decise di dare le dimissioni per svolgere attività missionaria in Brasile. Il suo successore, Ferdinando Palatucci, riorganizzò l'archivio e potenziò la biblioteca diocesana. Si deve infine al vescovo Vincenzo Rimedio (1982-2004) la fondazione del museo diocesano d'arte sacra.
Il 30 settembre 1986 con il decreto Cum procedere della Congregazione per i vescovi la diocesi ha assunto il nome italiano attuale, pur continuando a mantenere, per rispetto alla sua storia, il nome latino Neocastrensis - Nicastro.

## Cronotassi dei vescovi
Si omettono i periodi di sede vacante non superiori ai 2 anni o non storicamente accertati.
- Andrea † (XI secolo)[25]
- Riccardo † (XI secolo)[25]
- Enrico † (documentato dal 1094 al 1123)[25]
- Ugo † (menzionato nel 1124)
- Guido † (documentato da febbraio 1168 a marzo 1179)[26][27]
- Boemondo † (documentato nell'ottobre 1194)[26][28]
- Anonimo † (documentato nel 1198 e 1199)[26]
- Ruggero † (documentato nel 1202)[26][29]
- Anonimo † (documentato nel 1215 e 1219)[26]
- Taddeo † (documentato nel 1222)[26][30]
- Urso † (prima di ottobre 1239 - dopo maggio 1240)[26][31]
- Gualtiero di Cosenza † (24 settembre 1241 - dopo il 1248)[26][32]
- Samuele, O.F.M. † (17 novembre 1252 - dopo febbraio 1255)[26][33]
- Bernardo † (documentato da marzo 1256 a aprile 1258)[26]
- Leonardo † (15 ottobre 1266 - dopo settembre 1272 deceduto)[26][34]
- Roberto † (prima del 1274/1275 - prima di marzo 1279 deposto)[26]
- Tancredi di Montefuscolo, O.F.M. † (15 maggio 1279 - 20 novembre 1290 deposto)[35]
- Nicola, O.S.B. † (6 novembre 1299 - 1320 deceduto)
- Pietro di Scalea, O.F.M. † (21 giugno 1320 - 1323 deceduto)
- Ambrogio † (7 marzo 1323 - 1333 deceduto)
- Giovanni de Prestoa, O.F.M. † (30 luglio 1333 - ?)
- Nicolò † (menzionato nel 1344)
  - Jacopo † (circa 1380 - 1390 nominato antivescovo di Reggio) (antivescovo)
- Manfredi † (circa 1380 - ?)
- Angelo † (20 aprile 1387 - ?)
- Giuliano, O.F.M. † (28 gennaio 1388 - ?)
  - Carluccio Cicala † (28 giugno 1390 - ?) (antivescovo)
- Giacomo Castelli, O.F.M.Conv. † (2 aprile 1390 - 1394 deceduto)
- Roberto Mazza † (4 maggio 1394 - 1398 deposto)
- Giacomo † (1398 - ?)
- Gentile Maccafani † (13 gennaio 1399 - 26 gennaio 1418 nominato vescovo di Sessa Aurunca)
- Paolo † (1418 - 1431 deceduto)
- Giovanni de Paganis † (28 maggio 1431 - 1451 deceduto)
- Roberto, O.F.M. † (8 ottobre 1451 - 1473 deceduto)
- Antonio, O.S.B. † (26 novembre 1473 - 1488 deceduto)
- Pietro Sonnino † (26 gennaio 1489 - 1490 deceduto)
- Antonio Lucidi † (8 febbraio 1490 - 1494 deceduto)
- Bartolomeo de Luna † (29 luglio 1495 - 26 ottobre 1497 deceduto)
- Francesco Roccamura † (27 ottobre 1497 - 1504 deceduto)
- Nicolò Capranica † (18 dicembre 1504 - 1517 deceduto)
  - Franciotto Orsini † (18 settembre 1517 - 5 maggio 1518 dimesso) (amministratore apostolico)
  - Andrea della Valle † (5 maggio 1518 - 17 maggio 1518 dimesso) (amministratore apostolico)
- Antonio De Paola † (17 maggio 1518 - 24 luglio 1523 nominato vescovo di Catanzaro)
- Girolamo De Paola † (24 luglio 1523 - 9 maggio 1530 nominato vescovo di Catanzaro)
  - Andrea della Valle † (10 maggio 1530 - 24 maggio 1530 dimesso) (amministratore apostolico, per la seconda volta)
- Giovan Pietro Ricci † (24 maggio 1530 - ?)
  - Antonio Maria del Monte † (1530 - 1533) (amministratore apostolico)
- Nicola Regitano † (3 marzo 1533 - settembre 1533 deceduto)
- Paolo Capizucchi † (7 novembre 1533 - 6 agosto 1539 deceduto)
- Marcello Cervini † (27 agosto 1539 - 24 settembre 1540 nominato vescovo di Reggio Emilia, poi eletto papa con il nome di Marcello II)
  - Giacomo Savelli † (5 novembre 1540 - 19 novembre 1554 dimesso) (amministratore apostolico)
  - Mariano Savelli † (19 novembre 1554 - 6 febbraio 1556 nominato vescovo di Gubbio) (vescovo eletto)
  - Giacomo Savelli † (6 febbraio 1556 - 26 gennaio 1560 dimesso) (amministratore apostolico, per la seconda volta)
- Giovanni Antonio Facchinetti † (26 gennaio 1560 - 23 settembre 1575 dimesso, poi eletto papa con il nome di Innocenzo IX)
- Ferdinando Spinelli † (23 settembre 1575 - 4 dicembre 1581 nominato vescovo di Policastro)
- Alessandro Ravadio † (26 gennaio 1582 - 1585 deceduto)
- Clemente Bontodasio, O.F.M.Conv. † (23 giugno 1586 - 1594 deceduto)
- Pietro Francesco Montorio † (7 febbraio 1594 - 1620 dimesso)
- Ferdinando Confalone † (9 aprile 1621 - 1624 deceduto)
- Baldassarre Bolognetti, O.S.M. † (11 marzo 1624 - settembre 1629 deceduto)
- Alessandro Castracani † (8 ottobre 1629 - 22 giugno 1632 dimesso)
- Giovan Battista Curiale (o Correale) † (5 luglio 1632 - 1635 deceduto)
- Domenico Ravenna † (12 febbraio 1635 - luglio 1637 deceduto)
- Marco Antonio Mondosio † (7 settembre 1637 - agosto 1638 deceduto)
- Giovan Tommaso Perrone † (11 aprile 1639 - 16 novembre 1677 deceduto)
  - Sede vacante (1677-1680)
- Francesco Tansi † (22 gennaio 1680 - 3 maggio 1692 deceduto)
- Nicola Cirillo † (7 luglio 1692 - 23 gennaio 1709 deceduto)
  - Sede vacante (1709-1718)
- Giovanni Carafa, C.R. † (8 giugno 1718 - 1719 nominato vescovo di Calvi)
- Domenico Angeletti † (10 settembre 1719 - 21 aprile 1731 deceduto)
- Francesco Maria Loyero † (6 agosto 1731 - 24 dicembre 1736 deceduto)
- Achille Puglia † (11 febbraio 1737 - 5 febbraio 1773 deceduto)
- Francesco Paolo Mandarani † (10 maggio 1773 - 19 maggio 1796 deceduto)
- Carlo Pellegrini † (29 gennaio 1798 - 12 maggio 1818 dimesso)
- Gabriele Papa † (17 dicembre 1819 - 20 dicembre 1824 nominato arcivescovo di Sorrento)
- Nicola Berlingieri † (19 dicembre 1825 - 23 febbraio 1854 deceduto)
- Giacinto Maria Barberi, O.P. † (23 giugno 1854 - 7 marzo 1891 deceduto)
- Domenico Maria Valensise † (7 marzo 1891 succeduto - 2 giugno 1902 dimesso[36])
- Giovanni Régine † (4 ottobre 1902 - 6 dicembre 1915 nominato arcivescovo di Trani e Barletta)
- Eugenio Giambro † (22 maggio 1916 - 2 febbraio 1955 dimesso[37])
- Vincenzo Maria Jacono † (2 febbraio 1955 succeduto - 18 gennaio 1961 dimesso[38])
- Vittorio Moietta † (18 gennaio 1961 - 1º aprile 1963 deceduto)
- Renato Luisi † (30 giugno 1963 - 1º giugno 1968 dimesso[39])
- Ferdinando Palatucci † (12 ottobre 1968 - 30 gennaio 1982 nominato arcivescovo di Amalfi e vescovo di Cava de' Tirreni)
- Vincenzo Rimedio (4 settembre 1982 - 24 gennaio 2004 ritirato)
- Luigi Antonio Cantafora † (24 gennaio 2004 - 3 maggio 2019 ritirato)
- Giuseppe Schillaci (3 maggio 2019 - 23 aprile 2022 nominato vescovo di Nicosia)
- Serafino Parisi, dal 7 maggio 2022

## Statistiche
La diocesi nel 2023 su una popolazione di 133.100 persone contava 128.200 battezzati, corrispondenti al 96,3% del totale.
| anno | popolazione | popolazione | popolazione | presbiteri | presbiteri | presbiteri | presbiteri                | diaconi | religiosi | religiosi | parrocchie |
| anno | battezzati  | totale      | %           | numero     | secolari   | regolari   | battezzati per presbitero | diaconi | uomini    | donne     | parrocchie |
| ---- | ----------- | ----------- | ----------- | ---------- | ---------- | ---------- | ------------------------- | ------- | --------- | --------- | ---------- |
| 1950 | 117.500     | 117.500     | 100,0       | 73         | 62         | 11         | 1.609                     |         | 8         | 60        | 56         |
| 1970 | 148.000     | 148.500     | 99,7        | 94         | 68         | 26         | 1.574                     |         | 34        | 125       | 69         |
| 1980 | 135.400     | 136.600     | 99,1        | 82         | 56         | 26         | 1.651                     |         | 31        | 102       | 60         |
| 1990 | 129.840     | 130.596     | 99,4        | 76         | 52         | 24         | 1.708                     | 3       | 27        | 118       | 56         |
| 1999 | 136.000     | 138.000     | 98,6        | 61         | 53         | 8          | 2.229                     | 10      | 32        | 112       | 58         |
| 2000 | 139.000     | 139.600     | 99,6        | 64         | 54         | 10         | 2.171                     | 19      | 10        | 100       | 58         |
| 2001 | 139.200     | 139.700     | 99,6        | 67         | 57         | 10         | 2.077                     | 19      | 10        | 100       | 58         |
| 2002 | 139.300     | 139.750     | 99,7        | 70         | 60         | 10         | 1.990                     | 21      | 10        | 100       | 60         |
| 2003 | 139.500     | 140.000     | 99,6        | 67         | 59         | 8          | 2.082                     | 22      | 8         | 100       | 59         |
| 2004 | 139.400     | 140.000     | 99,6        | 69         | 61         | 8          | 2.020                     | 22      | 8         | 100       | 60         |
| 2013 | 140.000     | 142.000     | 98,6        | 90         | 70         | 20         | 1.555                     | 19      | 23        | 139       | 62         |
| 2016 | 130.000     | 134.355     | 96,8        | 100        | 71         | 29         | 1.300                     | 16      | 32        | 116       | 63         |
| 2019 | 129.000     | 134.246     | 96,1        | 95         | 66         | 29         | 1.357                     | 18      | 33        | 106       | 63         |
| 2021 | 130.000     | 135.000     | 96,3        | 106        | 77         | 29         | 1.226                     | 18      | 34        | 106       | 63         |
| 2023 | 128.200     | 133.100     | 96,3        | 108        | 79         | 29         | 1.187                     | 18      | 34        | 106       | 63         |